# عقد 1060
عقد 1060 هو عقد امتد بين 1 يناير 1060 و31 ديسمبر 1069 بحسب التقويم الميلادي. سبقه عقد 1050 ولحقه عقد 1070.

## أحداث
- حصار بربشتر (1064)
- معركة جسر ستامفورد (1066)
- موقعة هاستنجز (1066)
- زلزال الشرق الأدنى 1068 (1068)
- معركة جرادوس (1063)
- غزو النورمان لإنجلترا (1066)

## مواليد
- نجم الدين عمر النسفي (1067)
- إديلا نورماندي (1065)
- غودفري الأول، كونت نامور (1068)
- المازري (1061)
- زائدة الأندلسية (1063)
- أبو الفضل الكرماني (1065)
- الأفضل شاهنشاه (1066)
- أسعد الميهني (1069)
- تميم بن بلقين (1062)
- مسعود بن إبراهيم الغزنوي (1061)
- إياز السلجوقي (1065)

## وفيات
- أبو إسحاق الإلبيري (1067)
- راميرو الأول ملك أراغون (1063)
- أبو سعيد الجرديزي (1061)
- سلفستر الثالث (1062)
- البساسيري (1060)
- بهمنيار (1067)
- هارلد الثالث ملك النرويج (1066)
- أبو الحكم الكرماني (1066)
- يحيى بن سعيد الأنطاكي (1066)
- ابن حزم الأندلسي (1064)
- كونان الثاني (1066)

## كتب
- Yves Denis Papin (1998). Chronologie de l'histoire ancienne. Lieu de publication non identifié: Éditions Jean-paul Gisserot. ISBN:2-87747-346-5. OCLC:40746926. مؤرشف من الأصل في 2022-03-16.
- موسوعة حضارة العالم (2002) لأحمد محمد عوف.

## روابط خارجية
- تصفح سنة بسنة عقد 1060 على موقع onthisday.com
- تصفح سنة بسنة عقد 1060 ابتداءً من سنة عقد 1060 على موقع المكتبة الوطنية الفرنسية